# Armillaria
Armillaria (Fr.) Staude (opieńka) – rodzaj grzybów z rodziny obrzękowcowatych (Physalacriaceae).

## Charakterystyka
Gatunki z rodzaju Armillaria są szeroko rozprzestrzenione na całym świecie. Kapelusze suche, łuskowate. Blaszki białe do cielistych, trochę zbiegające na trzon. Trzony często mają pierścień. Wysyp zarodników biały, kremowy, nieamyloidalny. Zarodniki jajowate, gładkie, bez pory rostkowe. Trama blaszek regularna (strzępki biegną równolegle). Grzyby pasożytnicze i saprotroficzne, przeważnie rosnące kępkowato na drewnie, wywołujące białą zgniliznę. Wytwarzają zmelanizowane ryzomorfy, czym odróżniają się od rodzajów Desarmillaria (podopieńka) i Guyanagaster.
Są to grzyby pasożytnicze i grzyby saprotroficzne rozwijające się na drewnie. Analizy filogenetyczne wykazały, że przodek grzybów z rodzaju Armillaria powstał w okresie, gdy na Ziemi istniał jeden kontynent Gondwana. To tłumaczy ich tak szerokie rozprzestrzenienie na całym świecie. W Eurazji zaczęły się różnicować 33 miliony lat temu, gdy klimat z tropikalnego zmieniał się na zimniejszy klimat umiarkowany z porą zimową.
Grzyby saprotroficzne i groźne pasożyty drzew wywołujące u nich opieńkową zgniliznę korzeni.
Grzyby jadalne wysoko cenione przez grzybiarzy. Nadają się do gotowania, smażenia, marynowania, mogą też być przyrządzane na różne inne sposoby, jednakże zawierają pewne związki chemiczne, które w stanie surowym dla niektórych ludzi mogą być szkodliwe. Dlatego też należy je najpierw obgotować przez około 5 minut i odlać wywar, po czym dopiero poddaje się go dalszej obróbce termicznej. Oznaczenie poszczególnych gatunków jest trudne, W atlasach grzybów jeszcze do lat 80. XX wieku wyróżniano tylko jeden gatunek pod nazwą opieńka miodowa. Z punktu widzenia grzybiarzy nierozróżnianie tych gatunków nie ma jednak większego znaczenia, gdyż wszystkie są jadalne.

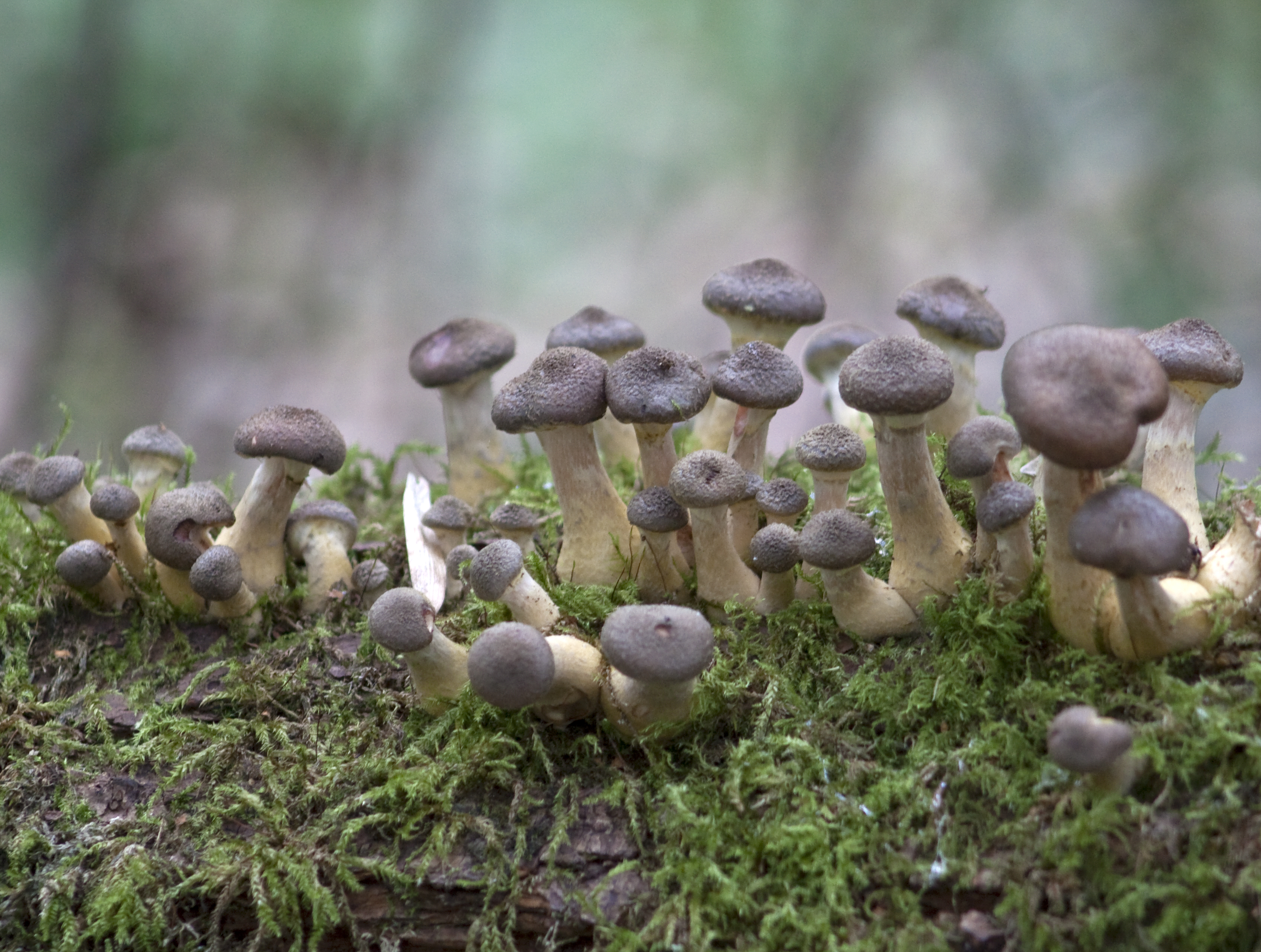
Opieńka cebulotrzonowa
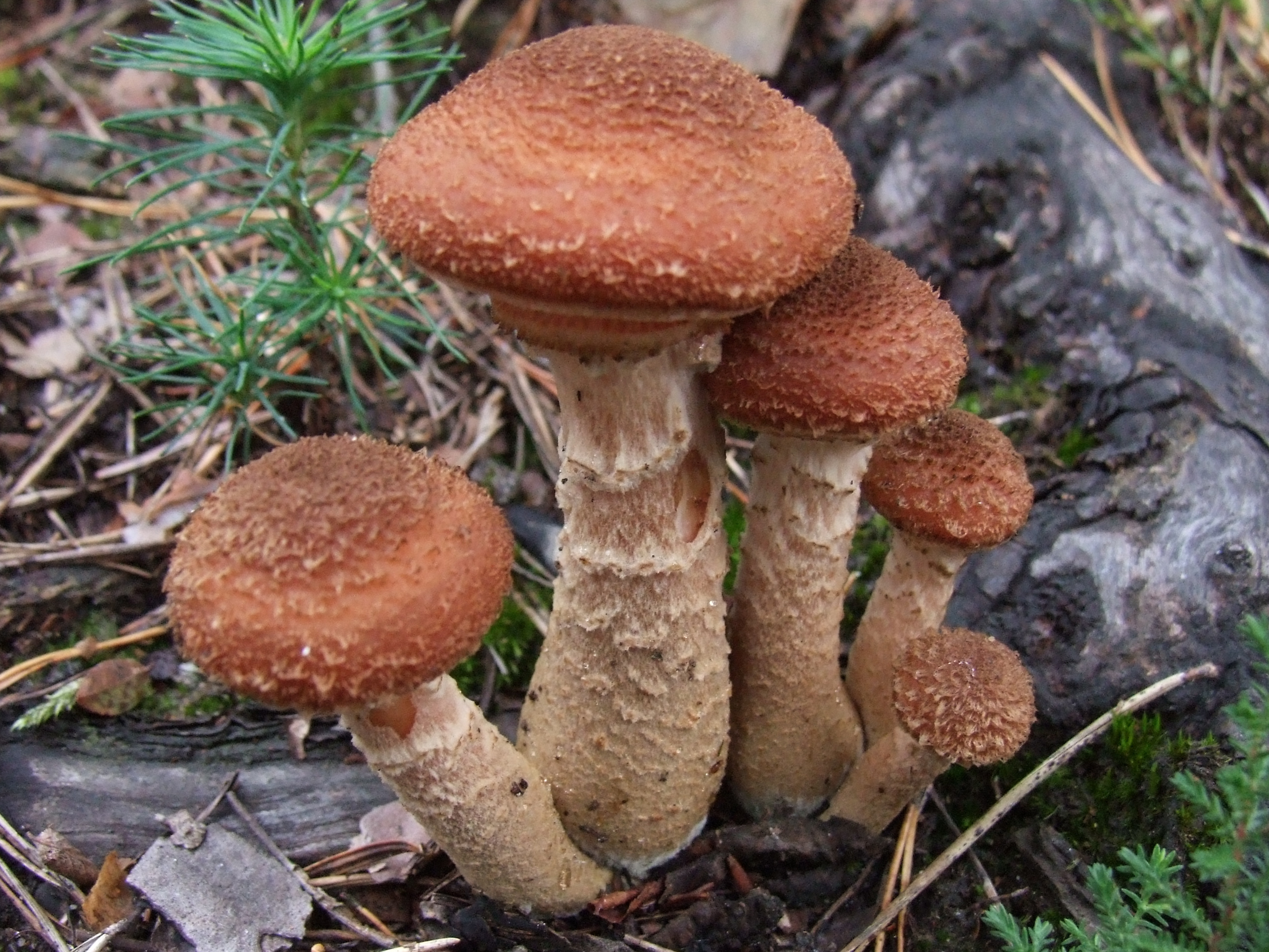
Opieńka ciemna
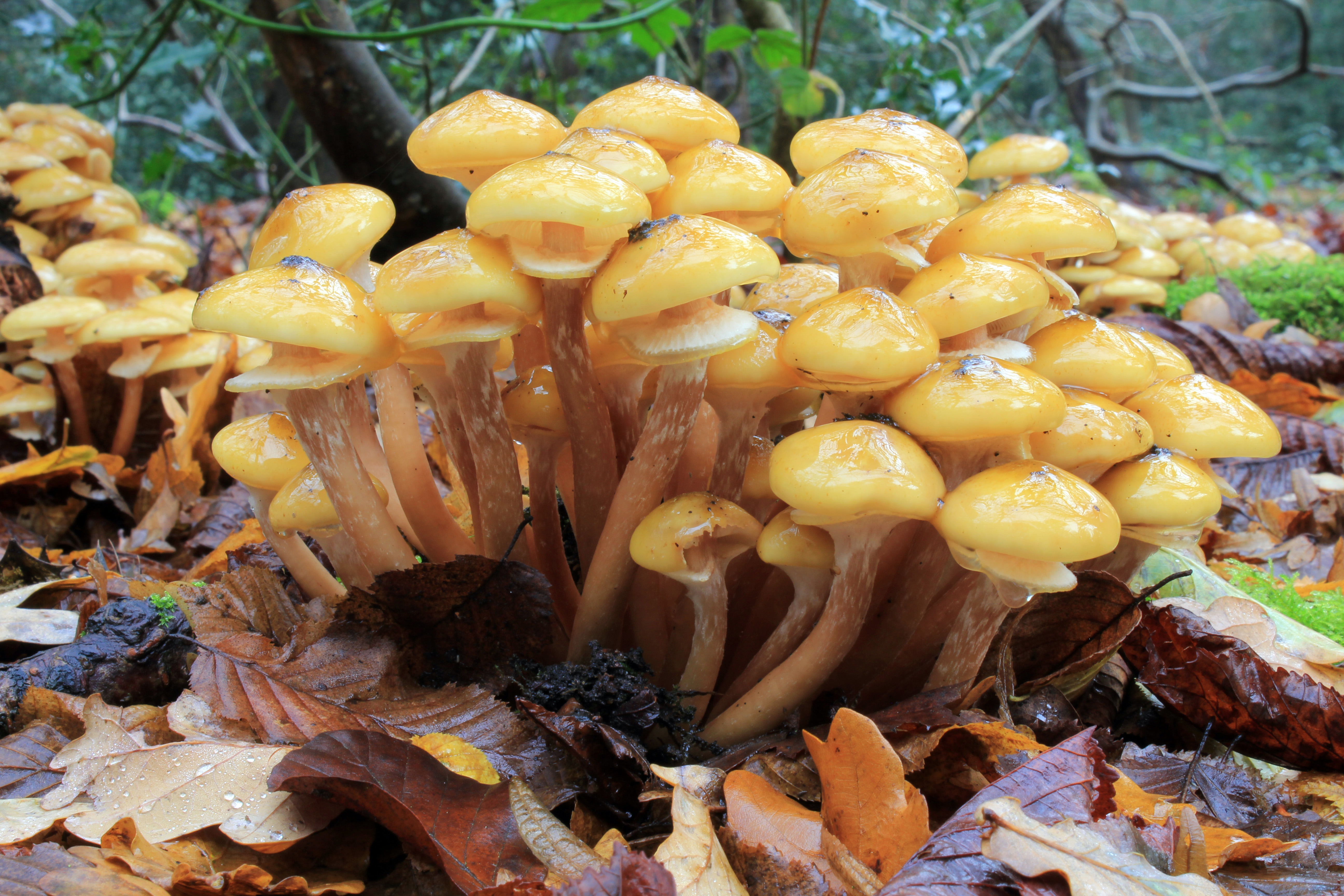
Opieńka miodowa
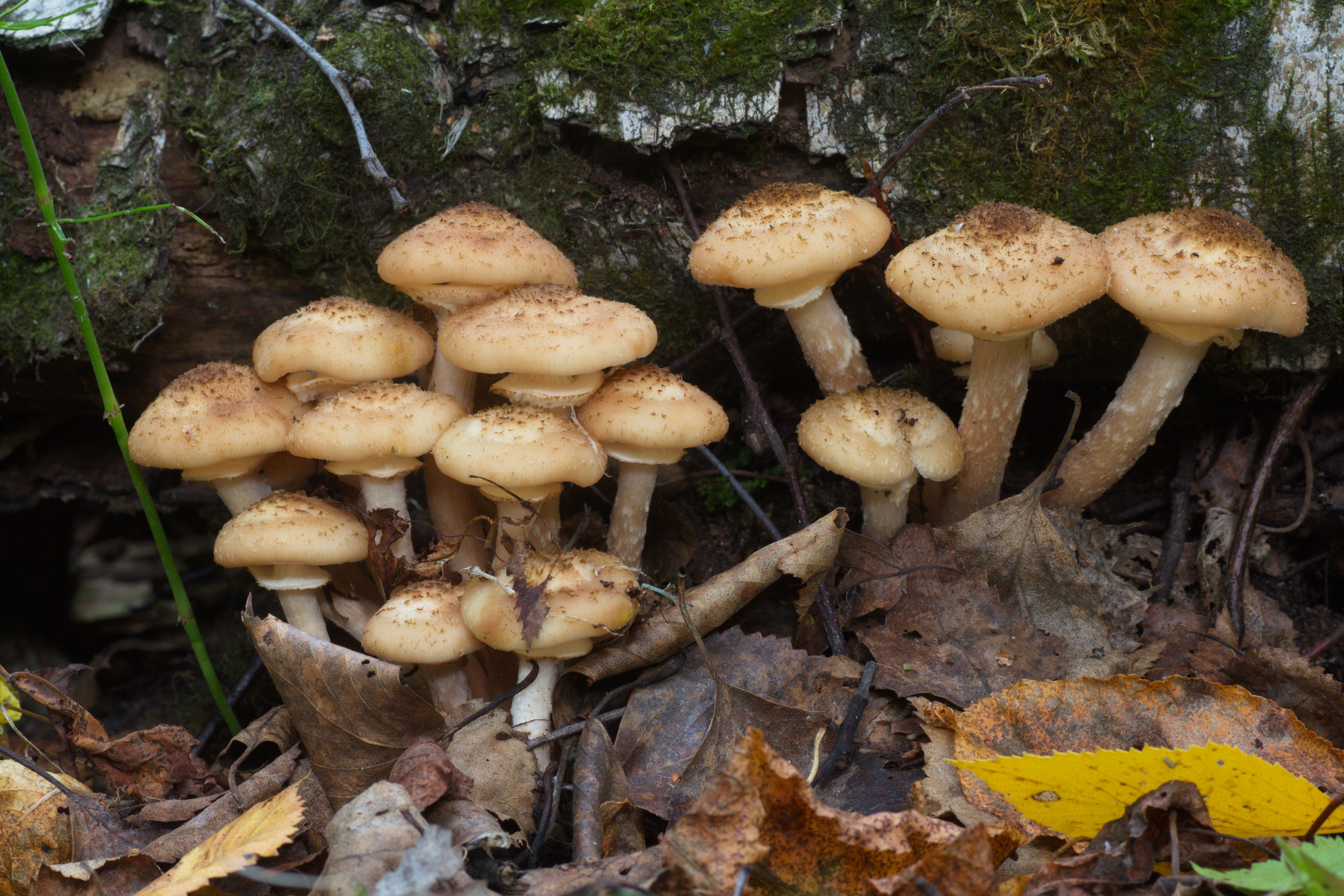
Opieńka północna
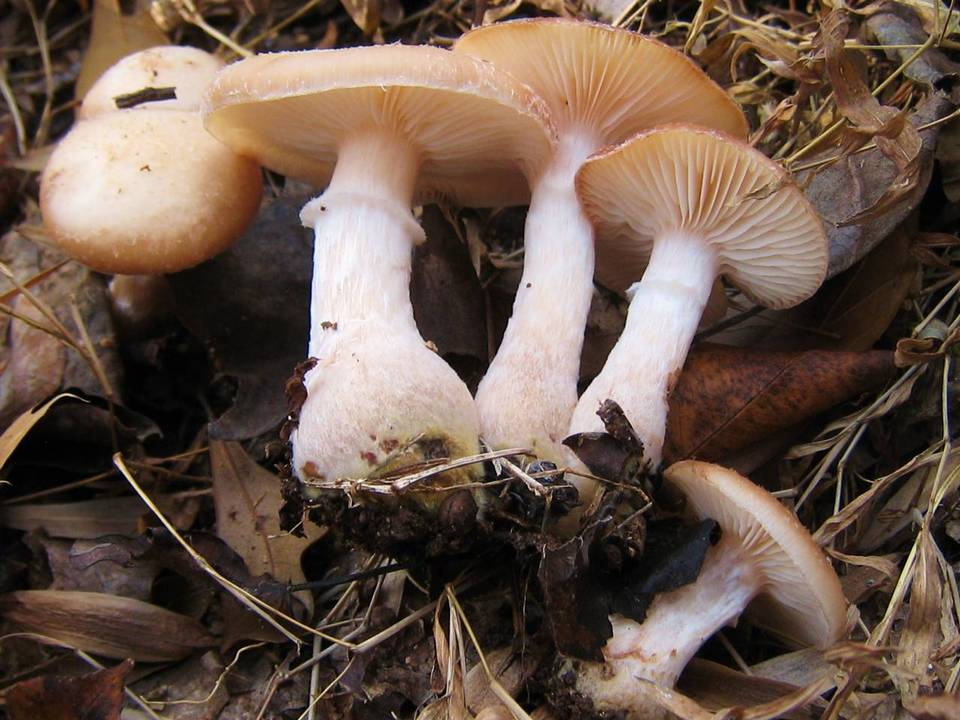
Opieńka żółtawa

## Systematyka i nazewnictwo
Pozycja w klasyfikacji: Physalacriaceae, Agaricales, Agaricomycetidae, Agaricomycetes, Agaricomycotina, Basidiomycota, Fungi (według Index Fungorum).
Polską nazwę podał Stanisław Chełchowski w 1898 r. Część gatunków dawniej zaliczanych do rodzaju Armillaria zostało przeniesionych do rodzaju Desarmillaria (podopieńka).
Synonimy naukowe: Agaricus trib. Armillaria Fr., Aphotistus Humb.,
Armillaria sect. Armillariella P. Karst., Armillariella (P. Karst.) P. Karst., Polymyces Battarra ex Earle, Rhizomorpha Roth:
Gatunki występujące w Polsce:
- Armillaria borealis Marxm. & Korhonen 1982 – opieńka północna
- Armillaria cepistipes Velen. 1920 – opieńka cebulotrzonowa
- Armillaria gallica Marxm. & Romagn. 1987 – opieńka żółtawa
- Armillaria mellea (Vahl) P. Kumm. 1871 – opieńka miodowa
- Armillaria nigropunctata Herink 1973[10]
- Armillaria ostoyae (Romagn.) Herink 1973 – opieńka ciemna

Nazwy naukowe na podstawie Index Fungorum. Wykaz gatunków i nazwy polskie według Władysława Wojewody i innych.